# Чарна Струга
Чарна Струга (пол. Czarna Struga, Czarna — річка в Польщі, у Зельногурському й Новосольському повітах Любуського воєводства. Ліва притока Одри (басейн Балтійського моря).

## Опис
Довжина річки 40,16 км, найкоротша відстань між витоком і гирлом — 24,50  км, коефіцієнт звивистості річки — 1,64 . Площа басейну водозбору 239,82  км².

## Розташування
Бере початок на околиці села Пелице ґміни Новогруд-Бобжанський. Спочатку тече переважно на південний схід через Вольницю, Лелехув, Старий Став, повертає на північний схід. Далі тече через місто Нова Суль і впадає у річку Одру.
У селі Старий Став річку перетинає євроавтошлях Е65, S3.